# Dagmar van Bohemen
Dagmar van Bohemen ook bekend als Margaretha van Bohemen (circa 1186 - Ribe, 24 mei 1212) was van 1205 tot 1212 koningin-gemaal van Denemarken.

## Levensloop
Ze was een dochter van koning Ottokar I van Bohemen en Adelheid van Meißen. In 1192 werd haar vader hertog van Bohemen, maar in 1193 werd hij afgezet door keizer Hendrik VI. Margaretha en haar ouders moesten bijgevolg Bohemen verlaten.
Margaretha, haar broer, haar zussen en haar moeder Adelheid vonden onderdak aan het hof van Albrecht van Meißen, haar oom langs moederkant, terwijl Ottokar zelf als huursoldaat voor verschillende Duitse vorsten werkte. In 1197 werd haar vader opnieuw hertog, waarna Ottokar scheidde van Adelheid op grond van bloedverwantschap en later dat jaar hertrouwde hij met Constance van Hongarije. Door een nieuw huwelijk aan te gaan en nog verschillende andere manoeuvres te doen bemachtigde Ottokar uiteindelijk het koningschap.
Adelheid weigerde echter de echtscheiding te erkennen en kwam in 1205 tijdelijk terug naar Praag om haar rechten op te eisen. Hetzelfde jaar besloot Ottokar om Margaretha uit te huwelijken aan koning Waldemar II van Denemarken. Nadat Ottokar en Constance een zoon Wenceslaus kregen, verliet Adelheid Bohemen al snel en enkele jaren later stierf ze.
Waldemar was eigenlijk al beloofd aan Richeza van Beieren, de dochter van de hertog Hendrik de Leeuw van Beieren. Richeza was echter in 1204 al overleden en in 1205 huwde hij in Lübeck met Margaretha van Bohemen. Voortaan zou Margaretha als koningin van Denemarken de naam Dagmar dragen. Dagmar en Waldemar kregen een zoon:
- Waldemar (1209-1231), hertog van Sleeswijk. In 1231 kwam hij om het leven door een ongeval tijdens de jacht.

Er is niet veel bekend over het beeld dat Dagmar als koningin had. Het meeste is gebaseerd op legendes. Dagmar zou een ideale christelijke koningin geweest zijn die mild, geduldig en erg geliefd was door haar volk, in tegenstelling tot haar opvolger, de onpopulaire Berengaria van Portugal. Ook zou Dagmar een grote rol hebben gespeeld in de vrijlating van bisschop Waldemar van Sleeswijk in 1206, een grote vijand van koning Waldemar. Reeds in de 13e eeuw is haar naam te vinden in een heiligenregister  en werden haar barmhartige daden bezongen in liederen.
In mei 1212 stierf Dagmar tijdens de bevalling van haar tweede zoon, die ook de geboorte niet overleefde. Volgens de legende zou ze op haar sterfbed aan Waldemar gevraagd hebben om zeker niet met Berengaria van Portugal te trouwen. Ze zou met andere woorden de latere erfstrijd tussen Berengaria's zoons over de Deense troon voorspeld hebben. In ieder geval hertrouwde Waldemar in 1214 met Berengaria van Portugal om op die manier goede relaties op te bouwen met Vlaanderen, in die tijd een commercieel interessant gebied. Dagmar werd begraven in de Sint-Benedictuskerk in de stad Ringsted.